# Филиндаш, Евгений Васильевич
Евге́ний Васи́льевич Филинда́ш (род. 5 мая 1977, г. Киев) — украинский политик. Народный депутат Украины IV и V созывов. Директор Украинского центра социальной аналитики.

## Образование
В 2000 году с отличием окончил исторический факультет Национального педагогического университета имени Михаила Драгоманова по специальности учитель истории и правоведения. В 2003 — аспирантуру того же вуза

## Карьера
Работал помощником-консультантом народного депутата Украины, учителем в средней школе, преподавателем в университете, специалистом-аналитиком в коммерческой структуре, обозревателем газеты «Товарищ».
С 1997 до апреля 2008 года — член Социалистической партии Украины. Был секретарем районного, Киевского городского комитетов партии, первым заместителем главы, главой Союза молодых социалистов Украины (с июля 2005), членом Политсовета и Политисполкома СПУ.
Зимой 2000—2001 года — комендант палаточного городка на Майдане Независимости в ходе акции «Украина без Кучмы»", В 2002 году — один из активистов акции «Восстань, Украина!»
В 2005—2007 годах — народный депутат Украины. Стал самым молодым народным депутатом Украины в Верховной Раде IV созыва. В 2006 году стал первым народным депутатом Украины, открывшим блог в LiveJournal[значимость факта?]. Работал в Комитете по вопросам семьи, молодежной политики, спорта и туризма.
14 декабря 2018 Филиндаш возобновил политическую деятельность и возглавил Киевскую организацию партии «Наши».
Евгений Филиндаш является автором книги «Украина — не Европа». Книга вышла в свет а апреле 2019 года и представляет собой исследование о цивилизационной идентичности Украины и украинцев.
5 июня 2019 года Евгений Филиндаш покинул ряды политической партии "Наши" и с этой даты не находится на любых выборных должностях в политической партии или ее организациях.